# Warrick megye
Warrick megye az Amerikai Egyesült Államokban, azon belül Indiana államban található. Megyeszékhelye és legnagyobb városa Boonville. Lakosainak száma 63 898 fő (2020. április 1.). Warrick megye Pike, Gibson, Henderson, Dubois, Spencer, Daviess és Vanderburgh megyékkel határos.

## Népesség
A megye népességének változása:
| Lakosok száma | 59 863 | 60 262 | 60 445 | 61 049 | 61 897 | 63 898 |
|               | 2010   | 2011   | 2012   | 2013   | 2015   | 2020   |